# آلف هورنبورگ
الف هورنبورگ (انگلیسی: Alf Hornborg؛ زادهٔ ۲۰ سپتامبر ۱۹۵۴) دانشمند در زمینه انسان‌شناسی و بوم‌نشانه‌شناسی اهل سوئد است.
وی در سال ۱۹۸۶ از پایان‌نامه دکترای خود در رشته انسان‌شناسی فرهنگی در دانشگاه اوپسالا دفاع کرد. او از سال ۱۹۹۳ استاد اکولوژی انسانی در دانشگاه لوند بوده است.
هدف تحقیقی خاص آلف هورنبورگ نقش بوم شناختی و نشانه شناختی پول در تاریخ فرهنگی بوده است. اگرچه تحقیقات او به‌طور گسترده‌ای از سیستم‌های خویشاوندی در آمازون و باستان‌شناسی قومی آند گرفته تا محیط زیست‌بومی در نوا اسکوشیا را در بر می‌گیرد، اغلب انتشارات او به مسائل جهانی پایداری و عدالت زیست‌محیطی می‌پردازد.

## آثار
- الف هورنبورگ، ۲۰۰۱. «قدرت ماشین».
- هورنبورگ، آلف؛ مک نیل، جان رابرت؛ مارتینز-آلیر، جوآن (ویرایشگران) ۲۰۰۷. «بازاندیشی در تاریخ محیط زیست: تاریخ سیستم جهانی و تغییر جهانی محیط زیست». Lanham: AltaMira Press.
- هورنبورگ، آلف ۲۰۱۱. «اکولوژی جهانی و مبادله نابرابر: فتیشیسم در یک جهان با مجموع صفر». راتلج.
- الف هورنبورگ ۲۰۱۶. «جادوی جهانی: فناوری‌های تخصیص از روم باستان تا وال استریت». پالگریو مک میلان.
- هورنبورگ، آلف ۲۰۱۹. «طبیعت، جامعه و عدالت در عصر انسان: کشف مجموعه پول-انرژی-فناوری». کمبریج: انتشارات دانشگاه کمبریج.